# Vrigny (Loiret)
Vrigny – miejscowość i gmina we Francji, w Regionie Centralnym, w departamencie Loiret.
Według danych na rok 1990 gminę zamieszkiwało 491 osób, a gęstość zaludnienia wynosiła 30 osób/km² (wśród 1842 gmin Regionu Centralnego Vrigny plasuje się na 689. miejscu pod względem liczby ludności, natomiast pod względem powierzchni na miejscu 816.).